# Zählmagnet
Ein Zählmagnet ist ein Spezialrelais, das in der elektromechanischen Vermittlungstechnik und in der Steuerungs- und Regelungstechnik eingesetzt wurde.

## Eigenschaften und Verwendung

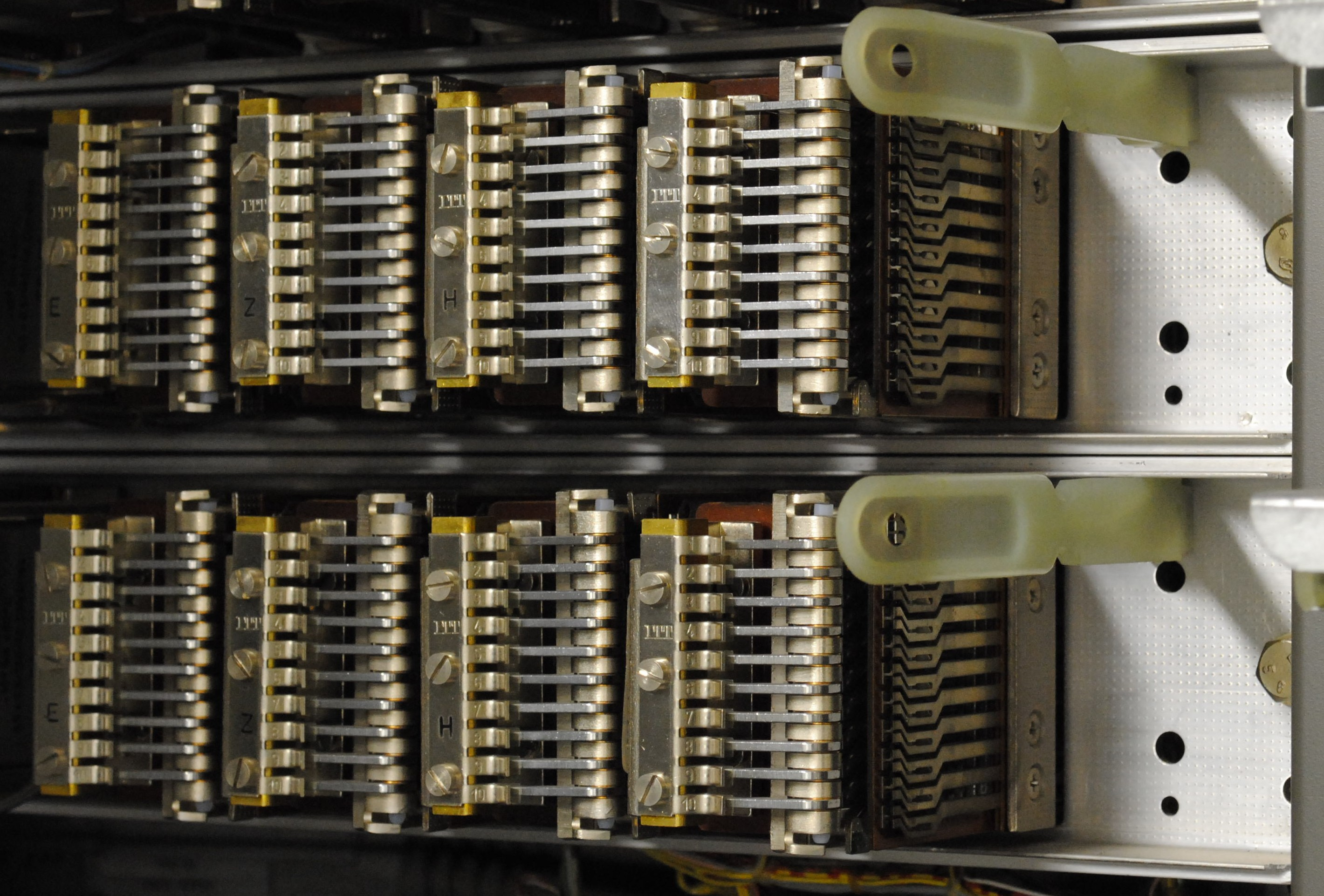
Zählmagneten in einem Großcitomat von SEL

Mit einem Zählmagneten können bis zu zehn Stromimpulse abgezählt und ausgewertet werden. Er kam in Vermittlungssystemen zur Anwendung, bei denen die im Impulswahlverfahren gesendeten Impulse nicht direkt zur Einstellung eines Wählers verwendet, sondern erst abgezählt wurden, um den entsprechenden Verbindungsweg danach mit Hilfe eines Koordinatenschalters oder anderweitig indirekt gesteuerten Koppelfeldes durchzuschalten. Ferner kam das Bauteil in der Gebührenerfassung zum Einsatz.

## Beschreibung
Das Spezialrelais besitzt zwei Wicklungen und zehn Anker mit jeweils einem dazugehörigen Kontakt sowie einen Null-Kontakt. Es arbeitet nach dem Prinzip eines Haftrelais, indem es den Restmagnetismus ausnutzt, damit die Anker nicht in Ruhelage zurückfallen, wenn der Strom unterbrochen wird. Jeder Anker schaltet einen Arbeitskontakt und bereitet den magnetischen Kreis des nachgeordneten Ankers in der Weise vor, dass dieser beim nächsten Impuls an der Anzugswicklung anzieht und den Kontakt des davor liegenden Ankers wieder unterbricht, so dass nach n Impulsen (n≥1∧n≤10) der n-te Kontakt durchgeschaltet hat. Der Null-Kontakt, ein Ruhekontakt, wird beim ersten Impuls zusammen mit dem ersten Arbeitskontakt betätigt und bleibt in dieser Position, bis durch einen Impuls an der Abwurfwicklung alle bis dahin angezogenen Anker wieder abgeworfen werden.
Der Zählmagnet nimmt den Platz von zwei Flachrelais ein. Das Bauteil ist relativ empfindlich gegenüber magnetischen Streufeldern.